# Lethe gelduba
Lethe gelduba är en fjärilsart som beskrevs av Hans Fruhstorfer 1911. Lethe gelduba ingår i släktet Lethe och familjen praktfjärilar. Inga underarter finns listade i Catalogue of Life.